# Ardżun
Ardżun (arab. عرجون) – miejscowość w Syrii, w muhafazie Hims. W 2004 roku liczyła 2465 mieszkańców.